# Bawnboy

Bawnboy (iriska: An Bábhún Buí) är en liten ort i Cavan i Republiken Irland. Orten ligger mellan Ballyconnell och Swanlinbar, vid foten av Slieve Rushen. Landsorten är en del av det gamla Templeport där St. Mogue föddes.

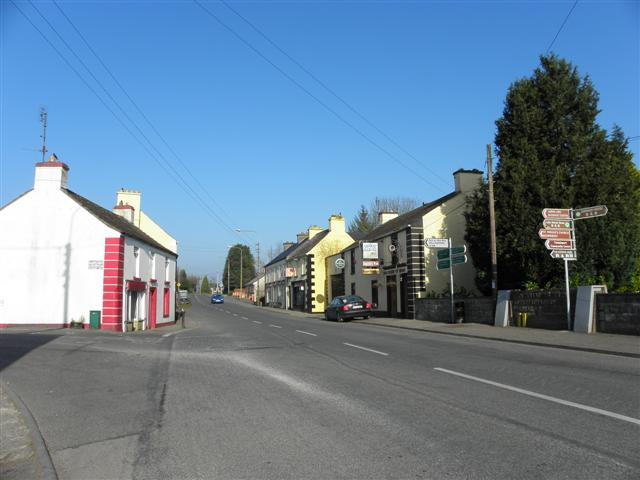
Bawnboy

Den mest framträdande byggnaden i Bawnboy är ett viktorianskt arbetshus från 1853.
Den irländska filmen Korea från 1994 spelades in i orten.